# Lista de prêmios e indicações recebidos por Laura Dern
A seguir uma lista de prêmios e indicações recebidos pela atriz estadunidense de cinema e televisão Laura Dern. Suas honras competitivas incluem um três indicações ao Óscar, um prêmio Primetime Emmy Awards de oito indicações e cinco prêmios Globo de Ouro de oito indicações.

## Prêmios de associações mais importantes

### Oscar
| Ano  | Categoria                | Trabalho       | Resultado | Ref.  |
| ---- | ------------------------ | -------------- | --------- | ----- |
| 1992 | Melhor Atriz             | Rambling Rose  | Indicada  | [ 1 ] |
| 2015 | Melhor Atriz Coadjuvante | Wild           | Indicada  | [ 2 ] |
| 2020 | Melhor Atriz Coadjuvante | Marriage Story | Venceu    | [ 3 ] |

### BAFTA
| Ano  | Categoria                | Trabalho       | Resultado | Ref.  |
| ---- | ------------------------ | -------------- | --------- | ----- |
| 2020 | Melhor Atriz Coadjuvante | Marriage Story | Venceu    | [ 4 ] |

### Emmy Awards
| Ano  | Categoria                                           | Trabalho        | Resultado | Ref.  |
| ---- | --------------------------------------------------- | --------------- | --------- | ----- |
| 1992 | Melhor Atriz em Minissérie ou Telefilme             | Afterburn       | Indicado  |       |
| 1994 | Melhor Atriz Convidada em Série Dramática           | Fallen Angels   | Indicado  |       |
| 1997 | Melhor Atriz Convidada em Série de Comédia          | Ellen           | Indicado  |       |
| 2008 | Melhor Atriz Coadjuvante em Minissérie ou Telefilme | Recount         | Indicado  |       |
| 2013 | Melhor Atriz em Série de Comédia                    | Enlightened     | Indicado  | [ 5 ] |
| 2017 | Melhor Atriz Coadjuvante em Minissérie ou Telefilme | Big Little Lies | Venceu    | [ 6 ] |
| 2018 | Melhor Atriz em Minissérie ou Telefilme             | The Tale        | Indicado  | [ 7 ] |
| 2020 | Melhor Atriz Coadjuvante em Série Dramática         | Big Little Lies | Indicado  | [ 8 ] |

### Globo de Ouro
| Ano  | Categoria                                   | Trabalho        | Resultado | Ref.   |
| ---- | ------------------------------------------- | --------------- | --------- | ------ |
| 1992 | Melhor Atriz em Filme Dramático             | Rambling Rose   | Indicado  |        |
| 1993 | Melhor Atriz em Minissérie ou Telefilme     | Afterburn       | Venceu    |        |
| 1999 | Melhor Atriz em Minissérie ou Telefilme     | The Baby Dance  | Indicado  |        |
| 2009 | Melhor Atriz Coadjuvante em Televisão       | Recount         | Venceu    |        |
| 2012 | Melhor Atriz em Série de Comédia ou Musical | Enlightened     | Venceu    | [ 9 ]  |
| 2018 | Melhor Atriz Coadjuvante em Televisão       | Big Little Lies | Venceu    |        |
| 2018 | Melhor Atriz em Minissérie ou Telefilme     | The Tale        | Indicado  |        |
| 2020 | Melhor Atriz Coadjuvante em Cinema          | Marriage Story  | Venceu    | [ 10 ] |

### SAG Awards
| Ano  | Categoria                           | Trabalho        | Resultado | Ref. |
| ---- | ----------------------------------- | --------------- | --------- | ---- |
| 2009 | Melhor Atriz em Minissérie ou Filme | Recount         | Indicado  |      |
| 2018 | Melhor Atriz em Minissérie ou Filme | Big Little Lies | Indicado  |      |
| 2020 | Melhor Elenco em Série de Drama     | Big Little Lies | Indicado  |      |
| 2020 | Melhor Atriz Coadjuvante em Cinema  | Marriage Story  | Venceu    |      |

## Prêmios de Críticos

### Alliance of Women Film Journalists
| Ano  | Categoria                | Trabalho       | Resultado | Ref. |
| ---- | ------------------------ | -------------- | --------- | ---- |
| 2020 | Melhor Atriz Coadjuvante | Marriage Story | Venceu    |      |

### Atlanta Film Critics Circle
| Ano  | Categoria                | Trabalho       | Resultado | Ref. |
| ---- | ------------------------ | -------------- | --------- | ---- |
| 2019 | Melhor Atriz Coadjuvante | Marriage Story | Venceu    |      |

### Austin Film Critics Association
| Ano  | Categoria                | Trabalho       | Resultado | Ref. |
| ---- | ------------------------ | -------------- | --------- | ---- |
| 2020 | Melhor Atriz Coadjuvante | Marriage Story | Indicado  |      |

### Boston Society of Film Critics
| Ano  | Categoria                | Trabalho                   | Resultado | Ref.   |
| ---- | ------------------------ | -------------------------- | --------- | ------ |
| 2004 | Melhor Atriz Coadjuvante | We Don't Live Here Anymore | Venceu    | [ 11 ] |
| 2014 | Melhor Atriz Coadjuvante | Wild                       | Indicado  | [ 12 ] |
| 2019 | Melhor Atriz Coadjuvante | Marriage Story             | Venceu    | [ 13 ] |

### Chicago Film Critics Association
| Ano  | Categoria                | Trabalho       | Resultado | Ref. |
| ---- | ------------------------ | -------------- | --------- | ---- |
| 1992 | Melhor Atriz             | Rambling Rose  | Indicado  |      |
| 2015 | Melhor Atriz Coadjuvante | Wild           | Indicado  |      |
| 2019 | Melhor Atriz Coadjuvante | Marriage Story | Indicado  |      |

### Chicago Indie Critics
| Ano  | Categoria                | Trabalho       | Resultado | Ref. |
| ---- | ------------------------ | -------------- | --------- | ---- |
| 2020 | Melhor Atriz Coadjuvante | Marriage Story | Indicado  |      |

### Columbus Film Critics Association
| Ano  | Categoria                | Trabalho       | Resultado | Ref. |
| ---- | ------------------------ | -------------- | --------- | ---- |
| 2020 | Melhor Atriz Coadjuvante | Marriage Story | Indicado  |      |

### Critics' Choice Movie Awards
| Ano  | Categoria                | Trabalho       | Resultado | Ref.   |
| ---- | ------------------------ | -------------- | --------- | ------ |
| 2020 | Melhor Elenco            | Little Women   | Indicado  | [ 14 ] |
| 2020 | Melhor Atriz Coadjuvante | Marriage Story | Venceu    | [ 14 ] |

### Critics' Choice Television Awards
| Ano  | Categoria                                           | Trabalho        | Resultado | Ref. |
| ---- | --------------------------------------------------- | --------------- | --------- | ---- |
| 2018 | Melhor Atriz Coadjuvante em Minissérie ou Telefilme | Big Little Lies | Venceu    |      |
| 2019 | Melhor Atriz em Minissérie ou Telefilme             | The Tale        | Indicado  |      |
| 2020 | Melhor Atriz Coadjuvante em Minissérie ou Telefilme | Big Little Lies | Indicado  |      |

### Dallas–Fort Worth Film Critics Association
| Ano  | Categoria                | Trabalho       | Resultado | Ref. |
| ---- | ------------------------ | -------------- | --------- | ---- |
| 2015 | Melhor Atriz Coadjuvante | Wild           | Indicado  |      |
| 2020 | Melhor Atriz Coadjuvante | Marriage Story | Venceu    |      |

### Denver Film Critics Society
| Ano  | Categoria                | Trabalho                     | Resultado | Ref. |
| ---- | ------------------------ | ---------------------------- | --------- | ---- |
| 2020 | Melhor Atriz Coadjuvante | Marriage Story/ Little Women | Venceu    |      |

### Detroit Film Critics Society
| Ano  | Categoria                | Trabalho       | Resultado | Ref. |
| ---- | ------------------------ | -------------- | --------- | ---- |
| 2015 | Melhor Atriz Coadjuvante | Wild           | Indicado  |      |
| 2020 | Melhor Atriz Coadjuvante | Marriage Story | Venceu    |      |

### Florida Film Critics Circle
| Ano  | Categoria                | Trabalho       | Resultado | Ref. |
| ---- | ------------------------ | -------------- | --------- | ---- |
| 2019 | Melhor Atriz Coadjuvante | Marriage Story | Venceu    |      |

### Georgia Film Critics Association
| Ano  | Categoria                | Trabalho       | Resultado | Ref. |
| ---- | ------------------------ | -------------- | --------- | ---- |
| 2020 | Melhor Atriz Coadjuvante | Marriage Story | Indicado  |      |

### Greater Western New York Film Critics Association
| Ano  | Categoria                | Trabalho       | Resultado | Ref. |
| ---- | ------------------------ | -------------- | --------- | ---- |
| 2019 | Melhor Atriz Coadjuvante | Marriage Story | Indicado  |      |

### Hawaii Film Critics Society
| Ano  | Categoria                | Trabalho       | Resultado | Ref. |
| ---- | ------------------------ | -------------- | --------- | ---- |
| 2020 | Melhor Atriz Coadjuvante | Marriage Story | Venceu    |      |

### Hollywood Critics Association
| Ano  | Categoria                | Trabalho       | Resultado | Ref. |
| ---- | ------------------------ | -------------- | --------- | ---- |
| 2020 | Melhor Atriz Coadjuvante | Marriage Story | Indicado  |      |

### Houston Film Critics Society
| Ano  | Categoria                | Trabalho       | Resultado | Ref. |
| ---- | ------------------------ | -------------- | --------- | ---- |
| 2020 | Melhor Atriz Coadjuvante | Marriage Story | Indicado  |      |

### Indiana Film Journalists Association
| Ano  | Categoria                | Trabalho       | Resultado | Ref. |
| ---- | ------------------------ | -------------- | --------- | ---- |
| 2019 | Melhor Atriz Coadjuvante | Marriage Story | Indicado  |      |

### Indiewire Critics' Poll
| Ano  | Categoria                | Trabalho       | Resultado | Ref. |
| ---- | ------------------------ | -------------- | --------- | ---- |
| 2019 | Melhor Atriz Coadjuvante | Marriage Story | Venceu    |      |

### Iowa Film Critics Association
| Ano  | Categoria                | Trabalho       | Resultado | Ref. |
| ---- | ------------------------ | -------------- | --------- | ---- |
| 2020 | Melhor Atriz Coadjuvante | Marriage Story | Venceu    |      |

### Latino Entertainment Journalists Association
| Ano  | Categoria                | Trabalho       | Resultado | Ref. |
| ---- | ------------------------ | -------------- | --------- | ---- |
| 2020 | Melhor Atriz Coadjuvante | Marriage Story | Indicado  |      |

### London Film Critics Circle
| Ano  | Categoria                       | Trabalho       | Resultado | Ref. |
| ---- | ------------------------------- | -------------- | --------- | ---- |
| 2020 | Melhor Atriz Coadjuvante do Ano | Marriage Story | Venceu    |      |

### Los Angeles Film Critics Association
| Ano  | Categoria           | Trabalho    | Resultado | Ref.   |
| ---- | ------------------- | ----------- | --------- | ------ |
| 1985 | Prêmio Nova Geração | Mask        | Venceu    | [ 15 ] |
| 1985 | Prêmio Nova Geração | Smooth Talk | Venceu    | [ 15 ] |

### Music City Film Critics Association
| Ano  | Categoria                | Trabalho       | Resultado | Ref. |
| ---- | ------------------------ | -------------- | --------- | ---- |
| 2020 | Melhor Atriz Coadjuvante | Marriage Story | Indicado  |      |

### National Society of Film Critics
| Ano  | Categoria                | Trabalho       | Resultado | Ref. |
| ---- | ------------------------ | -------------- | --------- | ---- |
| 2007 | Melhor Atriz             | Inland Empire  | Indicado  |      |
| 2020 | Melhor Atriz Coadjuvante | Little Women   | Venceu    |      |
| 2020 | Melhor Atriz Coadjuvante | Marriage Story | Venceu    |      |

### New York Film Critics Circle
| Ano  | Categoria                | Trabalho       | Resultado | Ref. |
| ---- | ------------------------ | -------------- | --------- | ---- |
| 2019 | Melhor Atriz Coadjuvante | Marriage Story | Venceu    |      |
| 2019 | Melhor Atriz Coadjuvante | Little Women   | Venceu    |      |

### New York Film Critics Online
| Ano  | Categoria                | Trabalho       | Resultado | Ref. |
| ---- | ------------------------ | -------------- | --------- | ---- |
| 2019 | Melhor Atriz Coadjuvante | Marriage Story | Venceu    |      |

### North Carolina Film Critics Association
| Ano  | Categoria                | Trabalho       | Resultado | Ref. |
| ---- | ------------------------ | -------------- | --------- | ---- |
| 2020 | Melhor Atriz Coadjuvante | Marriage Story | Indicado  |      |

### North Dakota Film Society
| Ano  | Categoria                | Trabalho       | Resultado | Ref. |
| ---- | ------------------------ | -------------- | --------- | ---- |
| 2020 | Melhor Atriz Coadjuvante | Marriage Story | Venceu    |      |

### North Texas Film Critics Association
| Ano  | Categoria                | Trabalho       | Resultado | Ref. |
| ---- | ------------------------ | -------------- | --------- | ---- |
| 2020 | Melhor Atriz Coadjuvante | Marriage Story | 2° Lugar  |      |

### Oklahoma Film Critics Circle
| Ano  | Categoria                | Trabalho       | Resultado | Ref. |
| ---- | ------------------------ | -------------- | --------- | ---- |
| 2019 | Melhor Atriz Coadjuvante | Marriage Story | 2° Lugar  |      |

### Online Association of Female Film Critics
| Ano  | Categoria                | Trabalho       | Resultado | Ref. |
| ---- | ------------------------ | -------------- | --------- | ---- |
| 2019 | Melhor Atriz Coadjuvante | Marriage Story | Indicado  |      |

### Online Film Critics Society
| Ano  | Categoria                | Trabalho       | Resultado | Ref. |
| ---- | ------------------------ | -------------- | --------- | ---- |
| 2020 | Melhor Atriz Coadjuvante | Marriage Story | Indicado  |      |

### Phoenix Critics Circle
| Ano  | Categoria                | Trabalho       | Resultado | Ref. |
| ---- | ------------------------ | -------------- | --------- | ---- |
| 2019 | Melhor Atriz Coadjuvante | Marriage Story | Indicado  |      |

### Phoenix Film Critics Society
| Ano  | Categoria                | Trabalho       | Resultado | Ref. |
| ---- | ------------------------ | -------------- | --------- | ---- |
| 2019 | Melhor Atriz Coadjuvante | Marriage Story | Venceu    |      |

### San Diego Film Critics Society
| Ano  | Categoria                | Trabalho       | Resultado | Ref. |
| ---- | ------------------------ | -------------- | --------- | ---- |
| 2019 | Melhor Atriz Coadjuvante | Marriage Story | 2° Lugar  |      |

### San Francisco Bay Area Film Critics Circle
| Ano  | Categoria                | Trabalho       | Resultado | Ref. |
| ---- | ------------------------ | -------------- | --------- | ---- |
| 2019 | Melhor Atriz Coadjuvante | Marriage Story | Indicado  |      |

### Seattle Film Critics Society
| Ano  | Categoria                | Trabalho       | Resultado | Ref. |
| ---- | ------------------------ | -------------- | --------- | ---- |
| 2019 | Melhor Atriz Coadjuvante | Marriage Story | Indicado  |      |

### Southeastern Film Critics Association
| Ano  | Categoria                | Trabalho       | Resultado | Ref. |
| ---- | ------------------------ | -------------- | --------- | ---- |
| 2019 | Melhor Atriz Coadjuvante | Marriage Story | Venceu    |      |

### St. Louis Film Critics Association
| Ano  | Categoria                | Trabalho       | Resultado | Ref. |
| ---- | ------------------------ | -------------- | --------- | ---- |
| 2019 | Melhor Atriz Coadjuvante | Marriage Story | 2° Lugar  |      |

### Toronto Film Critics Association
| Ano  | Categoria                | Trabalho       | Resultado | Ref. |
| ---- | ------------------------ | -------------- | --------- | ---- |
| 2019 | Melhor Atriz Coadjuvante | Marriage Story | Venceu    |      |

### Vancouver Film Critics Circle
| Ano  | Categoria                | Trabalho       | Resultado | Ref. |
| ---- | ------------------------ | -------------- | --------- | ---- |
| 2014 | Melhor Atriz Coadjuvante | Wild           | Indicado  |      |
| 2020 | Melhor Atriz Coadjuvante | Marriage Story | Venceu    |      |

### Washington D.C. Area Film Critics Association
| Ano  | Categoria                | Trabalho       | Resultado | Ref. |
| ---- | ------------------------ | -------------- | --------- | ---- |
| 2014 | Melhor Atriz Coadjuvante | Wild           | Indicado  |      |
| 2020 | Melhor Atriz Coadjuvante | Marriage Story | Indicado  |      |

## Outras associações

### AARP's Movies for Grown-Up Awards
| Ano  | Categoria                | Trabalho       | Resultado | Ref. |
| ---- | ------------------------ | -------------- | --------- | ---- |
| 2020 | Melhor Atriz Coadjuvante | Marriage Story | Venceu    |      |

### CableACE Award
| Ano  | Categoria                               | Trabalho              | Resultado | Ref. |
| ---- | --------------------------------------- | --------------------- | --------- | ---- |
| 1992 | Melhor Atriz em Minissérie ou Telefilme | Afterburn             | Indicado  |      |
| 1995 | Melhor Atriz em Minissérie ou Telefilme | Down Came a Blackbird | Indicado  |      |

### Dorian Awards
| Ano  | Categoria                       | Trabalho       | Resultado | Ref. |
| ---- | ------------------------------- | -------------- | --------- | ---- |
| 2020 | Melhor Atriz Coadjuvante do Ano | Marriage Story | Indicado  |      |

### Gold Derby Television Awards
| Ano  | Categoria                                           | Trabalho        | Resultado | Ref. |
| ---- | --------------------------------------------------- | --------------- | --------- | ---- |
| 2017 | Melhor Atriz Coadjuvante em Minissérie ou Telefilme | Big Little Lies | Venceu    |      |
| 2018 | Melhor Atriz em Minissérie ou Telefilme             | The Tale        | Venceu    |      |

### Hollywood Film Awards
| Ano  | Categoria                | Trabalho       | Resultado | Ref. |
| ---- | ------------------------ | -------------- | --------- | ---- |
| 2019 | Melhor Atriz Coadjuvante | Marriage Story | Venceu    |      |

### Hollywood Foreign Press Association
| Ano  | Categoria          | Trabalho | Resultado | Ref. |
| ---- | ------------------ | -------- | --------- | ---- |
| 1982 | Miss Globo de Ouro | —        | Venceu    |      |

### Hollywood Walk of Fame
| Ano  | Categoria                  | Trabalho | Resultado | Ref.   |
| ---- | -------------------------- | -------- | --------- | ------ |
| 2010 | Estrela na Calçada da Fama | —        | Venceu    | [ 16 ] |

### Independent Spirit Awards
| Ano  | Categoria           | Trabalho       | Resultado | Ref. |
| ---- | ------------------- | -------------- | --------- | ---- |
| 1986 | Melhor Atriz        | Smooth Talk    | Indicado  |      |
| 1987 | Melhor Atriz        | Blue Velvet    | Indicado  |      |
| 2007 | Prêmio Especial     | —              | Venceu    |      |
| 2020 | Robert Aldman Award | Marriage Story | Venceu    |      |

### Montreal World Film Festival
| Ano  | Categoria    | Trabalho      | Resultado | Ref. |
| ---- | ------------ | ------------- | --------- | ---- |
| 1991 | Melhor Atriz | Rambling Rose | Venceu    |      |
| 1996 | Melhor Atriz | Citizen Ruth  | Venceu    |      |

### Satellite Awards
| Ano  | Categoria                                           | Trabalho                | Resultado | Ref. |
| ---- | --------------------------------------------------- | ----------------------- | --------- | ---- |
| 1997 | Melhor Atriz em Minissérie ou Telefilme             | The Siege at Ruby Ridge | Indicado  |      |
| 2008 | Melhor Atriz Coadjuvante em Televisão               | Recount                 | Indicado  |      |
| 2012 | Melhor Atriz em Série Musical ou de Comédia         | Enlightened             | Indicado  |      |
| 2014 | Melhor Atriz em Série Musical ou de Comédia         | Enlightened             | Indicado  |      |
| 2015 | Melhor Atriz Coadjuvante em Cinema - Drama          | Wild                    | Indicado  |      |
| 2018 | Melhor Atriz Coadjuvante em Minissérie ou Telefilme | Big Little Lies         | Indicado  |      |
| 2020 | Melhor Atriz Coadjuvante em Cinema - Drama          | Marriage Story          | Indicado  |      |

### Saturn Awards
| Ano  | Categoria    | Trabalho      | Resultado | Ref. |
| ---- | ------------ | ------------- | --------- | ---- |
| 1994 | Melhor Atriz | Jurassic Park | Indicado  |      |

### Sundance Film Festival
| Ano  | Categoria                      | Trabalho | Resultado | Ref. |
| ---- | ------------------------------ | -------- | --------- | ---- |
| 1999 | Prêmio Visionário Independente | —        | Venceu    |      |

## Ligações Externas
- para Laura Dern. no IMDb.